# Марио Гомез
Марио Гомез Гарсија (Ридлинген, 10. јул 1985) бивши је њемачки фудбалер који је играо на позицији нападача. Каријеру је почео у Штутгарту, у коме је провео шест година. Када је Штутгарт постао шампион у сезони 2006/07, Гомез је постигао 14 голова и изабран за њемачког фудбалера године. 2009. године прешао је у Бајерн. Одштета је тада била рекордна за прелазак неког играча у Бундеслиги, а процјењује се да је износила између 30 и 35 милиона евра. 2013. године прешао је у Фјорентину.
Гомез је одрастао у Унлингену, горњошвапском селу. Горњошвапског је поријекла (отац му је из Гранаде, а мајка је Њемица). Имао је оба држављанства, али је одлучио да игра за Њемачку кад је имао 17 година. Његова прва утакмица за репрезентацију је била против Швајцарске фебруара 2007. и од тада је редовно позиван у тим. Репрезентативну каријеру завршио је 2018. године.